# Список депутатов, избранных в Верховный Совет Крымской АССР

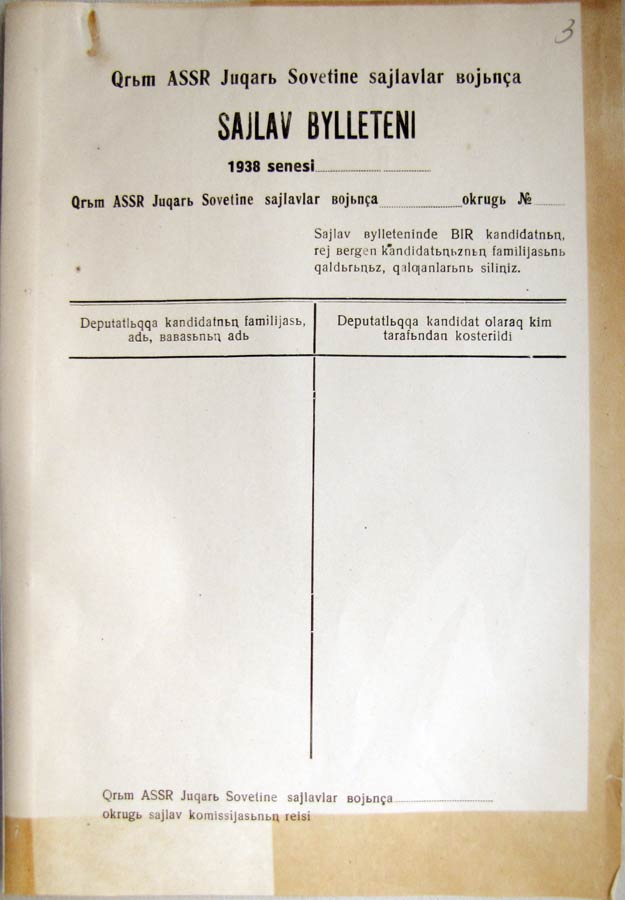
Образец избирательного бюллетеня

Список депутатов, избранных в Верховный Совет Крымской АССР
Выборы в Верховный Совет Крымской АССР проходили 26 июня 1938 года, одновременно выбирались депутаты от автономии в Верховный Совет РСФСР 1-го созыва.
22 апреля 1938 года Президиум Крымского ЦИКа принял постановление «О дне выборов в Верховный Совет Крымской АССР», было создано 105 избирательных округов, утверждён состав республиканской избирательной комиссии.
5 марта 1938 года было опубликовано положение о выборах в Верховный Совет.
По итогам выборов было избрано 105 депутатов Верховного Совета. Из них 83 мужчины и 22 женщины. Среди избранных было 98 членов и кандидатов в члены ВКП(б), 2 члена ВЛКСМ.
21 июля 1938 года на 1-й сессии были рассмотрены организационные вопросы. Был избран Президиум Верховного Совета во главе с А. Д. Менбариевым. Его заместителями были избраны И. Д. Помазан и Н. И. Сачёва, а секретарём — Л. Е. Спектор.
Созыв длился до момента преобразования Крымской АССР в Крымскую область 30 июня 1945 года.
Ниже приведён список депутатов Верховного Совета Крымской АССР первого созыва:
| Фамилия, имя, отчество           | От кого избран                          | Занимаемая должность на момент избрания                       | Примечание                         |
| -------------------------------- | --------------------------------------- | ------------------------------------------------------------- | ---------------------------------- |
| Аблязимов Абляз                  | Ленинский район                         | председатель колхоза                                          |                                    |
| Авдеев Сергей Иванович           | г. Севастополь                          | начальник цеха                                                |                                    |
| Адинцов Георгий Павлович         | г. Феодосия                             | начальник цеха                                                |                                    |
| Акимов Мусса                     | г. Алушта                               | первый секретарь Алуштинского райкома                         |                                    |
| Александрова Анна Васильевна     | г. Ялта                                 | председатель Госплана                                         |                                    |
| Аметшаев Таджин Мустафаевич      | г. Алушта                               | заместитель Председателя СНК Крымской АССР                    | Депутат с 1 июня 1941 года         |
| Асанова Сафие                    | г. Ялта                                 | учительница                                                   |                                    |
| Бабушкин Андрей Кондратьевич     | Колайский (Азовский) район              | директор МТС                                                  |                                    |
| Болотов Николай Степанович       | г. Симферополь                          | нарком коммунального хозяйства                                |                                    |
| Борисов Борис Алексеевич         | г. Севастополь                          | 1-й секретарь Севастопольского горкома ВКП(б)                 | Депутат с 1 июня 1941 года         |
| Бродский Владимир Львович        | г. Симферополь                          | председатель Симферопольского райисполкома                    |                                    |
| Ваксов Адольф Борисович          | г. Симферополь                          | заместитель Председателя СНК Крымской АССР                    | Депутат с 1 июня 1941 года         |
| Васильев Виктор Стилианович      | г. Керчь                                | механик                                                       |                                    |
| Велиев Ходжамет                  | Карасубазарский (Белогорский) район     | председатель Васильевского сельсовета                         |                                    |
| Виноградова Людмила Ивановна     | г. Керчь                                | директор школы                                                |                                    |
| Волощенко Ульяна Трофимовна      | Симферопольский район                   | колхозница                                                    |                                    |
| Воронин Михаил Евтихович         | Кировский район                         | председатель Кировского райисполкома                          |                                    |
| Ганзен Галина Яковлевна          | Биюк-Онларский (Октябрьский) район      | колхозница                                                    |                                    |
| Ганиева Эмине                    | Евпаторийский район                     | учительница                                                   |                                    |
| Гафарова Зелиха                  | Судакский район                         | колхозница                                                    |                                    |
| Гладкий Иван Моисеевич           | Симферопольский район                   | машинист паровозного депо                                     |                                    |
| Годосевич Абрам Ильич            | Лариндорфский (Первомайский) район      | председатель Лариндорфского райисполкома                      |                                    |
| Головченко Филипп Васильевич     | Зуя                                     | бригадир                                                      |                                    |
| Горохов Емельян Георгиевич       | Старо-Крымский район                    | и. о. наркома финансов                                        |                                    |
| Гофман Ольга Борисовна           | г. Керчь                                | начальник цеха                                                |                                    |
| Грачёв Сергей Николаевич         | Симферопольский район                   | заместитель Председателя СНК Крымской АССР                    |                                    |
| Гуков Александр Васильевич       | г. Симферополь                          | начальник цеха                                                |                                    |
| Джелилев Сеит Амет               | Бахчисарайский район                    | председатель Дуванкойского сельсовета                         |                                    |
| Джелилев Сеит Халилеевич         | Куйбышевский район                      | нарком пищевой промышленности                                 |                                    |
| Дидук Федор Потапович            | г. Евпатория                            | нарком местной промышленности                                 |                                    |
| Дорошенко Любовь Васильевна      | Евпаторийский район                     | председатель сельсовета                                       |                                    |
| Жуков Николай Андреевич          | Красно-Перекопский район                | заместитель Председателя СНК Крымской АССР                    |                                    |
| Зевриева Зарифе                  | Ленинский район                         | заведующая Ленинским районным отделением здравоохранения      |                                    |
| Задорожный Самуил Никифорович    | г. Севастополь                          | директор завода                                               |                                    |
| Ибраимов Мемет Ибраимович        | г. Симферополь                          | председатель СНК Крымской АССР                                |                                    |
| Измайлов Мамут Эминович          | Балаклавский район                      | начальник Дорожного управления при СНК Крымской АССР          |                                    |
| Ильясова Селиме                  | г. Симферополь                          | 3-й секретарь обкома ВЛКСМ                                    |                                    |
| Кавалеридзе Фаина Алексеевна     | Керченский район                        | председатель сельсовета                                       |                                    |
| Казаков Анатолий Меметович       | Балаклавский район                      | агроном                                                       |                                    |
| Керимов Мусса                    | г. Ялта                                 | председатель Ялтинского райисполкома                          |                                    |
| Корнер Михаил Николаевич         | г. Симферополь                          | заместитель председателя Симферопольского горсовета           |                                    |
| Кравцов Григорий Степанович      | Джанкойский район                       | уполномоченный Наркомата заготовок СССР по Крымской АССР      |                                    |
| Кривицкий Яков Аронович          | г. Ялта                                 | ответственный редактор областной газеты «Красный Крым»        |                                    |
| Кугачев Георгий Васильевич       | г. Севастополь                          | штурман-электрик крейсера                                     |                                    |
| Кудахтин Пантелей Михайлович     | Джанкойский район                       | бригадир                                                      |                                    |
| Кулаков Николай Михайлович       | г. Ялта                                 | член Военного Совета Черноморского флота                      | Депутат с 1 июня 1941 года         |
| Личман Андрей Терентьевич        | Джанкойский район                       | кондуктор                                                     |                                    |
| Макеев Николай Антонович         | г. Севастополь                          | 1-й секретарь Севастопольского горкома ВКП(б)                 |                                    |
| Максимов Иван Яковлевич          | Тельмановский (Красногвардейский) район | 2-й секретарь Крымского обкома ВКП(б)                         |                                    |
| Малкин Иуда Лазаревич            | г. Керчь                                | директор завода                                               |                                    |
| Мартынов Серафим Владимирович    | г. Симферополь                          | 1-й секретарь Симферопольского горкома ВКП(б)                 | Депутат с 1 июня 1941 года         |
| Масленников Григорий Васильевич  | г. Севастополь                          | старший лейтенант Красной Армии                               |                                    |
| Медведев Владимир Михайлович     | г. Севастополь                          | водолаз                                                       |                                    |
| Менбариев Абдул Джелаль Хайрулла | Бахчисарайский район                    | Председатель КрымЦИК                                          |                                    |
| Менбариев Кельдажи               | Старо-Крымский район                    | председатель колхоза                                          |                                    |
| Мигирин Николай Григорьевич      | Джанкойский район                       | управляющий Крымского отделения Госбанка                      |                                    |
| Михельсон Артур Иванович         | г. Симферополь                          | нарком внутренних дел                                         | В декабре 1938 года репрессирован  |
| Морозов Сергей Дмитриевич        | г. Евпатория                            | начальник Политуправления Черноморского флота                 |                                    |
| Мустафаев Рефат Шемсединович     | Старо-Крымский район                    | 3-й секретарь Крымского обкома ВКП(б)                         | Депутат с 1 июня 1941 года         |
| Нильсен Евгений Александрович    | г. Севастополь                          | директор института                                            |                                    |
| Переверзов Игнатий Михайлович    | Ак-Шеихский (Раздольненский) район      | заведующий фермой                                             |                                    |
| Помазан Иван Дмитриевич          | г. Керчь                                | инженер                                                       |                                    |
| Рабинович Леонид Исаакович       | Тельмановский (Красногвардейский) район | заместитель наркома земледелия                                |                                    |
| Рамазанова Фатьма                | Гурзуф                                  | председатель сельсовета                                       |                                    |
| Рубин Иосиф Григорьевич          | г. Евпатория                            | командир стрелковой дивизии                                   |                                    |
| Руденко Яков Кузьмич             | г. Севастополь                          | инженер                                                       |                                    |
| Рыженко Анастасия Филипповна     | Сейтлерский (Нижнегорский) район        | председатель колхоза                                          |                                    |
| Саенко Гавриил Трофимович        | г. Керчь                                | машинист                                                      |                                    |
| Сайдашев Якуб Мифтахович         | г. Феодосия                             | нарком просвещения                                            |                                    |
| Салимов Абибулла                 | Ичкинский (Советский) район             | комбайнер                                                     |                                    |
| Сачёва Надежда Ивановна          | г. Симферополь                          | контролер по качеству                                         |                                    |
| Сащенко Павел Федорович          | Сакский район                           | слесарь                                                       |                                    |
| Свидерский Евгений Сергеевич     | г. Севастополь                          | инструктор политотдела школы зенитной артиллерии              |                                    |
| Сеитов Якуб Меметович            | Судак                                   | нарком здравоохранения                                        |                                    |
| Сейдали Сеит Ягья                | Кореиз                                  | начальник ГАИ управления рабоче-крестьянской милиции при НКВД |                                    |
| Сейдаметов Мустафа               | Карасубазарский (Белогорский) район     | 1-й секретарь Крымского обкома ВЛКСМ                          |                                    |
| Скрипник Мария Лазаревна         | г. Евпатория                            | бригадир                                                      |                                    |
| Скроцкий Павел Александрович     | Ишуньский (Красноперекопский) район     | бригадир                                                      |                                    |
| Спектор Лев Ефимович             | Советский район                         | ответственный секретарь КрымЦИК                               |                                    |
| Стебанов Иван Иванович           | Сейтлерский (Нижнегорский) район        | нарком социального обеспечения                                |                                    |
| Тихомиров Иван Константинович    | г. Симферополь                          | председатель Симферопольского горсовета                       |                                    |
| Усеинов Ибраим                   | Алуштинский район                       | редактор областной газеты «Ени-Дунья»                         |                                    |
| Устемирова Анифе                 | Джанкойский район                       | колхозница                                                    |                                    |
| Филиппова Анна Григорьевна       | Бахчисарайский район                    | работница                                                     |                                    |
| Хазов Федор Федорович            | Бахчисарайский район                    | начальник политотдела стрелковой дивизии                      |                                    |
| Халилов Асан Умеров              | Кировский район                         | председатель колхоза                                          |                                    |
| Харламов Николай Михайлович      | Сакский район                           | начальник штаба Военно-Морского Черноморского флота           |                                    |
| Хохлова Татьяна Ильинична        | Евпаторийский район                     | работница                                                     |                                    |
| Цыганков Никифор Никитич         | Сакский район                           | председатель колхоза                                          |                                    |
| Чавуш Амет Мемедеминович         | Бахчисарайский район                    | председатель колхоза                                          |                                    |
| Чекинов Анатолий Петрович        | г. Керчь                                | 1-й секретарь Керченского горкома ВКП(б)                      |                                    |
| Чучкалов Геннадий Григорьевич    | Ленинский район                         | заведующий отделом областной газеты «Красный Крым»            |                                    |
| Шакиров Абдураим Куртбабаевич    | Карасубазарский (Белогорский) район     | 1-й секретарь Карасубазарского райкома ВКП(б)                 |                                    |
| Шапиро Михаил Борисович          | Фрайдорфский (Раздольненский) район     | председатель Фрайдорфского райисполкома                       |                                    |
| Швецов Александр Николаевич      | Ленинский район                         | нарком торговли                                               |                                    |
| Шерфединова Фериде               | Бахчисарайский район                    | врач                                                          |                                    |
| Шульгин Александр Степанович     | г. Севастополь                          | Командир Черноморского флота                                  |                                    |
| Щучкин Николай Иванович          | г. Симферополь                          | 1-й секретарь Крымского обкома ВКП(б)                         | Скончался 10 октября 1938 года     |
| Ягьяев Хаир Бенат                | Ак-Мечетский (Черноморский) район       | колхозник                                                     |                                    |
| Якимович Анна Никитична          | г. Феодосия                             | начальник цеха                                                |                                    |
| Якушев Лаврентий Трофимович      | г. Ялта                                 | заместитель наркома внутренних дел                            | 18 декабря 1938 года репрессирован |
| Яранцев Андрей Степанович        | Сейтлерский (Нижнегорский) район        | нарком земледелия                                             |                                    |